# Haplochorema extensum
Haplochorema extensum är en enhjärtbladig växtart som beskrevs av Karl Moritz Schumann. Haplochorema extensum ingår i släktet Haplochorema och familjen Zingiberaceae. Inga underarter finns listade i Catalogue of Life.